# Villa Galante
Villa Galante è una delle dimore vesuviane del Settecento che si trovano lungo il Miglio d'oro di Napoli.
È situata a San Giorgio a Cremano in via Bruno Buozzi.
Nonostante sia stata ripetutamente sottoposta a lavori di restauro, la villa conserva ancora gli elementi architettonici originari tipici dello stile settecentesco. 
Sulla facciata, infatti, si trovano ancora tracce degli stucchi barocchi, i balconi sono in ferro battuto e le finestre che danno sulla strada sono incorniciate da volute e cartigli di marca vaccariana. 
All'interno, nell'atrio, si sviluppa una scala a blocco su archi.
Attraverso l'atrio si accede al cortile.
L'esedra che chiude il cortile presenta uno spazio tondo vuoto al centro del quale, secondo la testimonianza del Glejeses, originariamente era collocata una statua di San Gennaro benedicente che su una mano recava lo stemma raffigurante due ampolline.